# Paul Hawken
Paul Gerard Hawken (San Mateo, 8 febbraio 1946) è un imprenditore, ambientalista e scrittore statunitense, attivo nel Movimento per i Diritti Civili. È stato co-fondatore e direttore esecutivo di Project Drawdown, un'organizzazione no-profit che sostiene che il riscaldamento globale possa essere invertito.
Autore di numerosi libri sul capitalismo tra cui Moltitudine inarrestabile, ha contribuito a fondare diverse aziende.
Hawken appare nel documentario The 11th Hour - L'undicesima ora..

## Biografia
Hawken è nato a San Mateo, in California ed è cresciuto nella San Francisco Bay Area, dove suo padre ha insegnato biblioteconomia alla UC Berkeley. Ha frequentato la UC Berkeley e la San Francisco State University. 

## Vita privata
Sposato con Jasmine Scalesciani Hawken, vive nella San Francisco Bay Area.